# Comuna de Stara Biała
Stara Biała (polaco: Gmina Stara Biała) é uma gminy (comuna) na Polónia, na voivodia de Mazóvia e no condado de Płocki. A sede do condado é a cidade de Biała.
De acordo com os censos de 2004, a comuna tem 9706 habitantes, com uma densidade 87,3 hab/km².

## Área
Estende-se por uma área de 111,12 km², incluindo:
- área agrícola: 76%
- área florestal: 11%

## Demografia
Dados de 30 de Junho 2004:
|                      | Total   | Total | Mulheres | Mulheres | Homens  | Homens |
| -------------------- | ------- | ----- | -------- | -------- | ------- | ------ |
|                      | pessoas | %     | pessoas  | %        | pessoas | %      |
| População            | 9706    | 100   | 4811     | 49,6     | 4895    | 50,4   |
| Densidade (pop./km²) | 87,3    | 100   | 43,3     | 43,3     | 44,1    | 44,1   |

De acordo com dados de 2002, o rendimento médio per capita ascendia a 1738 zł.

## Subdivisões
- Biała, Bronowo Kmiece, Bronowo-Zalesie, Brwilno, Dziarnowo, Kamionki, Kobierniki, Kowalewko, Kruszczewo, Mańkowo, Maszewo, Maszewo Duże, Miłodróż, Nowa Biała, Nowe Draganie, Nowe Proboszczewice, Nowe Trzepowo, Srebrna, Stara Biała, Stare Proboszczewice, Wyszyna

## Comunas vizinhas
- Bielsk, Brudzeń Duży, Gozdowo, Nowy Duninów, Płock, Radzanowo